# Tangerine (película)
Tangerine es una película estadounidense de 2015 dirigida por Sean Baker, escrita por Baker y Chris Bergoch y protagonizada por Kitana Kiki Rodriguez y Mya Taylor. Narra la historia de una prostituta transgénero que descubre que su novio, quien también es su proxeneta, la ha estado engañando con una mujer cisgénero. La película fue filmada con tres teléfonos iPhone 5s. Fue estrenada el 23 de enero de 2015 en el Festival de Cine de Sundance. Magnolia Pictures realizó un lanzamiento limitado de la película el 10 de julio de 2015.

## Argumento
La prostituta transgénero Sin-Dee Rella, quien acaba de salir de la cárcel después de cumplir una sentencia de 28 días, se encuentra con su amiga Alexandra, otra prostituta transgénero, en una tienda de donuts en Hollywood en el día de Nochebuena. Alexandra accidentalmente revela que el novio y proxeneta de Sin-Dee, Chester, la ha estado engañando con una mujer cisgénero. Sin-Dee, enfurecida, sale de la tienda y empieza a buscar a Chester y a la mujer.
Mientras tanto, Alexandra reparte volantes anunciando una presentación musical que realizará esa noche y se pelea con un cliente que se rehúsa a pagarle, pero la pelea es interrumpida por la policía. Razmik, un chofer de taxi armenio, sube a una prostituta a su auto pero la echa cuando descubre que no es transgénero. Poco después se encuentra con Alexandra y le realiza una felación en un autolavado. Razmik regresa a su casa para la cena de Navidad con su familia y Alexandra va al bar donde va a realizar su presentación, pero encuentra que ninguna de las personas a las que invitó ha llegado. 
Sin-Dee encuentra a la mujer que buscaba, Dinah en un burdel que opera en una habitación de un motel y la arrastra a través de la ciudad buscando a Chester. Dinah se burla de ella por creer que es la única novia de Chester y Sin-Dee se da cuenta de que va a llegar tarde a la presentación de Alexandra, por lo que se dirige al bar con Dinah. En el baño del bar las dos fuman metanfetaminas y Sin-Dee maquilla a su «rehén» para después presenciar la presentación de Alexandra en un bar casi vacío.
Después de la presentación, las tres van a la tienda de dónuts en donde Sin-Dee confronta a Chester, quien insiste que Dinah no significa nada para él. Razmik, quien anda buscando a Sin-Dee, llega al lugar, seguido por su suegra que sospechaba que él está metido en algo extraño. La suegra llama a la esposa de Razmik, quien llega al lugar con su hija bebé. El grupo empieza a discutir hasta que la dueña de la tienda llama a la policía por lo que Razmik y su familia regresan al apartamento, mientras que Dinah regresa al burdel en donde le dicen que ya no hay lugar para ella. 
Afuera de la tienda, Chester le dice a Sin-Dee que él también se acostó con Alexandra. Sin-Dee, lastimada, se aleja y trata de buscar clientes, uno de los cuales le arroja un vaso con orina en su cara y le dice insultos transfóbicos. Alexandra la lleva a una lavandería para limpiar su peluca y su ropa y mientras esperan le presta a Sin-Dee su peluca.

## Reparto
- Kitana Kiki Rodríguez como Sin-Dee Rella.
- Mya Taylor como Alexandra.
- James Ransone como Chester.
- Mickey O'Hagan como Dinah.
- Karren Karagulian como Razmik.
- Alla Tumanian como Ashken.
- Luiza Nersisyan como Yeva.
- Arsen Grigoryan como Karo.
- Ian Edwards como Nash.
- Scott Krinsky como John, el «Parco».
- Clu Gulager como el Cherokee.
- Ana Foxx como Selena.
- Chelcie Lynn como Madam Jillian.

## Producción

### Desarrollo
La película fue producido por Through Films, Darren Dean y Shih-Ching Tsou y contó con la producción ejecutiva de Mark y Jay Duplass. Baker y Chris Bergoch trabajaron en el guion de la película entre septiembre y diciembre de 2013. Ambos conocieron a Taylor y a Rodríguez en el Los Angeles LGBT Center (Centro LGBT de Los Ángeles) en 2013.

### Filmación
La fotografía principal tuvo lugar en Hollywood (incluyendo West Hollywood y el Santa Monica Boulevard) entre la Nochebuena de 2013 y el 17 de enero de 2014. Tangerine fue filmada por Baker y Radium Cheung con tres teléfonos iPhone 5s debido a limitaciones presupuestarias. Baker comentó que «incluso con una DSLR hubiéramos necesitado personal adicional y hubiera tenido que encontrar ciertos lentes, para lo cual no teníamos presupuesto. Entonces lo que hicimos fue empezar a buscar experimentos de iPhone en Vimeo y nos impresionó lo que encontramos. Nos dimos cuenta de que en lugar de gastar dinero en equipo, podríamos usar esos fondos para cosas como locaciones y extras». Para la filmación se utilizó la aplicación FiLMIC Pro (para controlar el enfoque, apertura y la temperatura de color así como para capturar videos a una mayor tasa de bits) y un adaptador anamórfico de Moondog Labs (para grabar en pantalla ancha). También usaron un estabilizador Steadicam Smoothee de Tiffen para capturar escenas en movimiento.

### Posproducción
Baker utilizó Final Cut Pro para obtener una versión preliminar del filme y Da Vinci Resolve para corregir el contraste y la saturación.

## Lanzamiento
Tangerine fue estrenada el 23 de enero de 2015 en el Festival de Cine de Sundance como parte de la sección NEXT. Magnolia Pictures adquirió los derechos de distribución del filme el 27 de enero de 2015 y confirmó que planeaban lanzarla más adelante en 2015. La película fue exhibida en el Festival Internacional de Cine de San Francisco (6 de mayo de 2015), el Festival Internacional de Cine de Seattle (4 de junio de 2015), el Festival de Cine de Oak Cliff (11 de junio de 2015), el Festival Internacional de Cine de Provincetown (17 de junio de 2015) y en el BAMcinemaFest (28 de junio de 2015). La película tuvo un lanzamiento limitado en Norteamérica el 10 de julio de 2015.
A nivel internacional, Tangerine también participó en el Festival de Cine de Sídney (12 de junio de 2015) y en el Festival Internacional de Cine de Karlovy Vary (8 de julio de 2015). En el Reino Unido, fue estrenada el 13 de noviembre de 2015, siendo distribuida por Metrodome Group.

### Recepción crítica
La película recibió críticas muy positivas. Rotten Tomatoes reportó que 97% de los críticos le dieron reseñas positivas al filme, basado en 131 críticas con un puntaje promedio de 8/10. Metacritic reportó un puntaje de 85 de 100 basado en 35 críticas. The Hollywood Reporter describió Tangerine como «una película de amigas particularmente encantadora», mientras que Indiewire le otorgó una calificación de A- y la describió como «un respiro de aire fresco en el ambiente independiente, el cual tiende a enfocarse en problemas de gente blanca». Justin Chang de Variety escribió que la película es «retrato cercano y crudo de uno de las subculturas sexuales más distintivas de Los Ángeles» y Seth Malvin de A.V. Wire comentó que «Tangerine es un gran logro estilísticamente. Un retrato original, deslumbrante e inolvidable de la traición y amistad que fácilmente vence a cualquier otro filme de este año». Ignatiy Vishnevetsky de The A.V. Club también alabó el filme escribiendo que «a pesar de todo el movimiento en Tangerine... y todos sus golpes y discusiones, son los momentos más tranquilos y suaves los que dejan una marca más fuerte... Tal vez estos momentos se aprecian tanto porque son oasis; son importantes por el terreno duro y cruel que se ha tenido que cruzar para llegar a ellos. Este terreno esta delineado de manera estridente y vívida y con un sentido de diversión».
Los productores Jay y Mark Duplass y la distribuidora Magnolia Pictures lanzaron una campaña para que las actrices Kitana Kiki Rodríguez y Mya Taylor fueran nominadas a los Premios Óscar, siendo esta la primera campaña para dos actrices abiertamente transgénero. Sin embargo, ninguna de las dos fue nominada.

### Nominaciones y premios
| Lista de reconocimientos                     | Lista de reconocimientos | Lista de reconocimientos   | Lista de reconocimientos | Lista de reconocimientos | Lista de reconocimientos |
| Premios o Festival                           | Categoría                | Candidato                  | Resultado                | Referencia               |                          |
| -------------------------------------------- | ------------------------ | -------------------------- | ------------------------ | ------------------------ | ------------------------ |
| Sociedad de Críticos de Cine de Detroit      | Revelación               | Sean Baker                 | Nominado                 | [ 24 ]                   |                          |
| Premios Gotham                               | Premio de la Audiencia   | Tangerine                  | Ganador                  | [ 25 ]                   |                          |
| Premios Gotham                               | Mejor película           | Tangerine                  | Nominado                 | [ 25 ]                   |                          |
| Premios Gotham                               | Actor revelación         | Kitana Kiki Rodríguez      | Nominada                 | [ 25 ]                   |                          |
| Premios Gotham                               | Actor revelación         | Mya Taylor                 | Ganadora                 | [ 25 ]                   |                          |
| Independent Spirit Awards 2015               | Mejor director           | Sean Baker                 | Nominado                 | [ 26 ]                   |                          |
| Independent Spirit Awards 2015               | Mejor película           | Tangerine                  | Nominado                 | [ 26 ]                   |                          |
| Independent Spirit Awards 2015               | Mejor actriz             | Kitana Kiki Rodriguezm     | Nominada                 | [ 26 ]                   |                          |
| Independent Spirit Awards 2015               | Mejor actriz de reparto  | Mya Taylor                 | Ganadora                 | [ 26 ]                   |                          |
| Círculo de Críticos de Cine de San Francisco | Mejor guion original     | Sean Baker y Chris Bergoch | Nominados                | [ 27 ]                   |                          |
| Círculo de Críticos de Cine de San Francisco | Mejor actriz de reparto  | Mya Taylor                 | Ganadora                 | [ 27 ]                   |                          |